# Museo Textil de la Comunidad Valenciana
El Museo Textil de la Comunidad Valenciana fue inaugurado en diciembre de 2022 y actualmente está ubicado en la antigua fábrica textil Manuel Revert, junto al río Clariano en la ciudad de Onteniente.
Nace de un proyecto realizado por el profesor de museografía de la Universidad de Valencia, Rafael Gil junto con Marta Berlanga, alumna del máster de Patrimonio Cultural de la Universidad de Valencia, con la intención de explicar cómo se van elaborando los tejidos, con especial insistencia en los elementos propios de Onteniente. El objetivo del museo era crear una institución que se encargara de investigar, coleccionar, conservar y exhibir el patrimonio textil de todo el territorio valenciano.

## Historia
El Museo textil valenciano tiene su origen, como hemos indicado anteriormente en el deseo de recopilar en una única entidad el conocimiento y la investigación sobre la industria textil en la Comunidad Valenciana. El sector textil tuvo una gran importancia en la economía valenciana desde muy antiguo, no se puede olvidar que dentro del sector textil se engloba  actividades tan diversas la conversión de materias primas de origen vegetal y animal en fibras, y del tejido de éstas, además de incluir los hilados; los tejidos de algodón, lana, seda, fibras artificiales y diversos; guatas y fieltros; alfombras y mantas; confección y géneros de punto.Y aunque quedan pocos restos arqueológicos (puede destacarse la presencia del esparto, sobre todo en la zona sur del País Valenciano, que hizo posible su empleo como fibra, ya desde la Edad del Bronce, de la que se conservan en el Museo del Centro Excursionista Eldense alpargatas, fragmentos de telas de lino, así como saco de esparto, que formaron parte de distintos sepulcros de aquella etapa.  También se dispone de escasos restos de la época ibérica, unos fragmentos carbonizados de la necrópolis de Albufereta de Alicante), son muchas las localidades de la Comunidad Valenciana que desde la más remota antigüedad se han dedicado a estas artes.
Pero fue ya entre finales del siglo XIX e inicios del XX, que la industria textil de la Comunidad crece considerablemente, destacando  triángulo  Onteniente-Alcoy-Bocairente como centro de un crecimiento exponencial de su industria textil.
En todos los casos, la existencia de un río ayudaba a la instalación de molinos que permitían la posterior construcción de empresas textiles o del papel (sector industrial que tuvo cierta relevancia en la Comunidad, sobre todo en zonas como Onteniente). La industria textil valenciana llegó a tener una importancia extraordinaria llegando a abastecer prácticamente a toda España, un periodo especialmente importante fue durante la Guerra Civil, ya que durante el conflicto bélico esta industria textil abasteció de mantas al ejército y a hospitales. Pero más tarde, y sobre todo con la entrada de España en la Unión Europea, la necesidad de innovación tecnológica para seguir siendo competitivos llevó a muchas firmas a solicitar fuertes préstamos que se vieron incapaces de devolver. Este proceso llegó a su culmen con del libre comercio con China, lo que produjo la llegada masiva de productos de peor calidad, pero a un coste bajo, coincidiendo en un momento económico en el que el consumidor prefería precio más bajo pese a la peor calidad.
Esta historia es la que motivó que se eligiera Onteniente como ciudad donde ubicar la sede del Museo Textil de la Comunidad Valenciana.
En un primer momento, en el año 2011, el Museo estaba formado por una exposición que, temporalmente, se ubicó en la primera planta del Palacio de la Vila. Esta primera exposición fue el embrión del actual museo ubicado en la antigua fábrica textil de Manuel Revert.
Esta segunda fase del desarrollo del Museo textil de la Comunidad Valenciana recibió el apoyo de la Diputación de Valencia.
El Museo Textil de la Comunidad Valenciana contó con todas las administraciones públicas, la primera fase, que se inauguró oficialmente en diciembre de 2022, contó con un presupuesto de 1'2 millones de euros (de los cuales 900.000 procedían de la Generalidad Valenciana y el resto del Ayuntamiento de Onteniente), mientras que para la segunda parte, con un presupuesto de 2'3 millones, se cuenta con 500.000 euros de la Diputación, 600.000 euros de la Unión Europea y 1'2 millones del Ayuntamiento de Onteniente.

## Descripción
La colección del museo la componen una serie de objetos relacionados  con la industria textil durante un periodo de tiempo que abarca desde el siglo XVIII hasta nuestros días, permitiendo entender los diferentes procesos artesanales que se empleaban en la creación de tejidos. En la exposición se  observan  telares y máquinas que elaboraban y daban forma a los tejidos.
El recorrido por el museo muestra todo el proceso de la elaboración textil: una primera parte se centra en los instrumentos, una segunda en la elaboración -compuesta de tres telares- y una última en los tejidos.
La colección está integrada por más de 70 objetos que datan desde el siglo XVIII hasta el presente, a través de los cuales se relatan los procesos artesanales de la producción textil. En este sentido, el Museo se desarrolla  en cuatro espacios narrativos:
- los instrumentos
- la elaboración
- los tejidos
- la sala audiovisual.

### Piezas
Entre las piezas más relevantes del museo sobresale un libro, datado de 1311, del que sólo se puede contemplar un facsímil, sobre el oficio de los ‘pelaires’ de la ciudad de Valencia, desde que esquilan la lana hasta que la convierten en mantas u otros tejidos.
En el apartado de elaboración, destacan tres telares, todos manuales: uno antiguo a pedales de mantas, otro de espolín -con la máquina de Jacquard y encartonada- y el tercero de terciopelo.
También pueden contemplarse tejidos de seda, la mayor parte procedente del taller y colección de Vicente Enguidanos, uno de los últimos productores valencianos.

## Otras instalaciones
El Museo cuenta con un Centro de Documentación e Investigación para la consulta o búsqueda de información sobre los tejidos y su producción. Este centro quiera ser el museo quiere ser un espacio de intercambio cultural, donde poder llevar a cabo actividades que complementan los objetivos del propio Centro de Documentación y Formación.